# ブラウンシュヴァイク級コルベット
ブラウンシュヴァイク級コルベット（ドイツ語: Braunschweig Klasse Korvette）は、ドイツ海軍のコルベットの艦級。公式の類別と同様、ジェーン海軍年鑑やアメリカ海軍協会 (USNI) でもコルベットとして扱っているが、ペナント・ナンバーではフリゲートとしての艦種記号が付与されている。公称艦型は130型（Klasse K130）。

## 来歴
本級は元々、ティーガー級（148型）やアルバトロス級（143型）、ゲパルト級（143A型）といったSボート（ミサイル艇）の更新用として、15隻の建造が予定されていた。各社への提案要求は1998年末に発出され、2000年7月18日には、ブローム・ウント・フォス（B+V）社をリーダーとして、リュールセン社（Lürssen）およびノルトゼーヴェルケ社によるコンソーシアムが選ばれた。ただし同年11月には建造数は5隻に削減され、実際の契約締結は2001年12月13日となった。

## 設計

### 船体
設計面ではMEKO A-100型フリゲートをベースとしており、中央船楼型という船型も踏襲されたが、MEKO型の特徴であるモジュール設計は導入されなかった。設計上、排水量は110トン増大できる余裕が見込まれている。艦首はバルバス・バウとされた。吃水は3.4メートルと浅く、バルト海のような閉鎖海域での活動に適すると同時に、港湾施設が貧弱な地域を含む世界中の沿岸部での行動も可能になる。
主たる行動海面として想定されているバルト海や北海は航空機の行動範囲内に入っている部分が多いことから、生残性を確保するため、ステルス性にも配慮されている。船体や上部構造物についてはレーダー反射断面積（RCS）の低減が図られており、この結果、RCSはアルバトロス級（143型）よりも小さくなった。また煙突を廃して舷側排気方式とし、赤外線放射を抑制する措置が導入された。水中放射雑音の低減も図られている。

### 機関
設計上、エンジン1基で20ノットを、またシーステート5の海況、ビューフォート風力階級12の颶風のなかでも15ノットを維持することが求められた。主機としては、MTU 20V1163 TB93ディーゼルエンジン2基を搭載し、可変ピッチ・プロペラ2軸を駆動する方式とされた。ただし当初設計の軸系装置には問題があり、初期建造艦2隻はこれを是正するために2008年から2011年まで稼働不能に陥ったほか、後期建造艦3隻の就役は3年遅延することになった。
電源としては、出力550キロワットのディーゼル発電機4基を搭載した。
減揺装置としては、ザクセン級フリゲート（124型）と同様、舵に減揺機能を組み込んだものとなっている。

## 装備
戦術情報処理装置としては、ザクセン級フリゲート（124型）の搭載機と同系列のSEWACO-FDの派生型が搭載された。これは分散処理方式を採用しており、コンソール7基とワークステーション4基、データベース2基から構成されている。リンク 11およびリンク 16による戦術データ・リンクに対応している。UHF衛星通信に加えて、SHF衛星通信への対応も検討されている。またドイツ陸軍の衛星通信装置に加えて、一般商用のインマルサットBおよびMも搭載されている。
対艦兵器としては光ファイバーを用いたミサイル経由追尾方式のポリフェムの搭載が予定されていたが、開発中止に伴って断念され、RBS-15 Mk.3に変更された。同ミサイルは射程250 kmと長射程で、対地兵器としても使用可能ではあるが、ポリフェムのように赤外線画像を母艦に転送して評価することによる電子防護能力は欠いている。
対潜兵器を欠く一方、沿海域においては地上からの経空脅威が想定されることから、小型の3次元レーダーと戦術情報処理装置、近接防空ミサイルと中口径砲により、小型艦にしては有力な防空能力を備えている。なお、62口径76mm単装速射砲は、退役するSボート(ミサイル艇)からの流用品である。
艦尾甲板には24×12.6メートルのヘリコプター甲板が設定されており、リンクスやNFH90など、12トン級までのヘリコプターの運用に対応できる。ただし格納庫は、カムコプターS-100のような小型無人航空機（UAV）1～2機分しか設置されていない。

## 同型艦

### 一覧表
| バッチ | #    | 艦名                                                         | 起工           | 進水            | 就役           |
| ------ | ---- | ------------------------------------------------------------ | -------------- | --------------- | -------------- |
| 1      | F260 | ブラウンシュヴァイク Braunschweig                            | 2004年 12月3日 | 2006年 4月19日  | 2008年 4月16日 |
| 1      | F261 | マクデブルク Magdeburg                                       | 2005年 5月19日 | 2006年 9月6日   | 2008年 9月22日 |
| 1      | F262 | エアフルト Erfurt                                            | 2005年 9月22日 | 2007年 3月29日  | 2013年 2月28日 |
| 1      | F263 | オルデンブルク Oldenburg                                     | 2006年 1月19日 | 2007年 6月28日  | 2013年 1月21日 |
| 1      | F264 | ルートヴィヒスハーフェン・アム・ライン Ludwigshafen Am Rhein | 2006年 4月14日 | 2007年 9月26日  | 2013年 3月21日 |
| 2      | F265 | ケルン Köln                                                  | 2019年 4月25日 | 2020年 10月16日 |                |
| 2      | F266 | エムデン Emden                                               | 2020年 1月30日 | 2021年 10月31日 | 2023年 5月5日  |
| 2      | F267 | カールスルーエ Karlsruhe                                     | 2020年 10月6日 | 2022年 7月3日   |                |
| 2      |      | アウクスブルク Augsburg                                      | 2021年 7月13日 |                 |                |
| 2      |      | リューベック Lübeck                                          | 2022年 3月15日 |                 |                |

### 運用史
2025年現在、本級5隻はロストック市を母港として、第1コルベット戦隊（1. Korvettengeschwader：2006年6月26日編成）を編成している。
当初計画ではこの1個戦隊5隻分で建造を終了する予定だったが、2010年代には建造再開が検討されるようになった。北大西洋条約機構（NATO）の一員として、ドイツ海軍には政情不安定なアフリカの角周辺海域での活動が求められていたが、2000年代以降一貫して縮小傾向にあるドイツ海軍において、国際平和活動に兵力を割かれると、既存の兵力のみでは本国の艦隊戦力が空洞化するという問題があった。この問題に対し、ミサイル艇より高性能ながら吃水が浅い本級であれば、アフリカの角周辺海域でも幅広い活動が可能になると期待された。
2016年10月、本級のバッチ2として5隻を追加建造することが決定され、総額15億ユーロの建造予算が承認された。当初計画では2019年に2隻を取得するのを皮切りに、2023年までに5隻の整備が完了することになっていたが、システム統合の問題などから6番艦（バッチ2の1番艦）の起工は2019年4月にずれ込んだ。その後、2020年10月に進水するところまでは比較的順調ではあったが、ロシアのウクライナ侵攻に伴う欧州の安全保障環境の変化などを受けて仕様変更が求められ、就役は更にずれ込んでいる。